# Lukeni lua Nimi
Lukeni lua Nimi (també Ntinu Nimi a Lukeni; c. 1380–1420) va ser el primer manikongo i fundador del regne del Congo Dia Ntotila. El nom de Nimi a Lukeni va aparèixer en tradicions orals posteriors i alguns historiadors moderns, principalment Jean Cuvelier, el van popularitzar. Va conquerir el regne de Mwene.

## Biografia
Era fill de Nimi i de la filla de Mwene Mbata, segons les tradicions recollides per Giovanni Cavazzi da Montecuccolo a mitjans del segle xvii. Encara que probablement va governar a la vall del riu Kwilu a l'actual República Democràtica del Congo, se li atribueix la conquesta de la regió de la moderna Mbanza Kongo, desplaçant a un governant local anomenat Mwene Mpangala i construint-hi la seva capital. Probablement va governar a finals del segle xiv.